# Deuxième guerre civile anglaise
Deuxième guerre civile anglaise
La Deuxième guerre civile anglaise (1648 à 1649) est le deuxième épisode de la Première Révolution anglaise. Il s'agit d'une série de conflits militaires et politiques entre les forces des parlementaires et celles des royalistes. Les deux autres épisodes sont la Première guerre civile anglaise (1642–1645) et la Troisième guerre civile anglaise (1649–1651).

## Campagnes
- Bataille de Saint-Fagans (en) (8 mai 1648)
- Bataille de Maidstone (en) (1er juin 1648)
- Siège de Pembroke (en) (du 31 mai 1648 au 11 juillet 1648)
- Siège de Colchester (en) (du 12 juin 1648 au 28 août 1648)
- Bataille de Preston (du 17 août 1648 au 19 août 1648)